# Ambassade du Canada au Portugal
L'ambassade du Canada au Portugal est la représentation diplomatique du Canada au Portugal. Ses bureaux sont situés au 196-200 avenida da Liberdade, dans la capitale portugaise Lisbonne.

## Mission
Cette ambassade est responsable des relations entre le Canada et le Portugal et offre des services aux Canadiens en sol portugais. L'ambassade est appuyée par deux consulats : un à Faro, dans le sud du pays, et un à Ponta Delgada, dans les îles portugaises des Açores.

## Historique
Un premier consul canadien est installé au pays en 1946. Les relations diplomatiques entre le Canada et le Portugal sont officiellement établies le 18 janvier 1952. Une légation canadienne confiée à un chargé d’affaires résident est créée le 20 avril 1953. Cette mission diplomatique est transformée en ambassade le 20 avril 1955.

## Ambassadeurs
Cette représentation diplomatique canadienne est dirigée par un chef de mission qui porte le titre d'ambassadeur extraordinaire et plénipotentiaire.
| #   | Nom                                | Titre   | Nomination        | Lettres de créance | Fin de l'affectation |
| --- | ---------------------------------- | ------- | ----------------- | ------------------ | -------------------- |
| 1er | William Ferdinand Alphonse Turgeon | EEMP    | 8 décembre 1951   | 6 février 1952     | -                    |
| 2e  | Lester Smith Glass                 | CA int. | 18 janvier 1952   | -                  | 8 août 1952          |
| 3e  | Lawrence Moore Cosgrave            | CA int. | 26 août 1952      | -                  | -                    |
| -   | William Ferdinand Alphonse Turgeon | AEP     | 20 avril 1955     | 20 avril 1955      | 15 mars 1957         |
| 4e  | Philippe Panneton                  | AEP     | 10 janvier 1957   | 19 novembre 1957   | 28 décembre 1960     |
| 5e  | Jean Morin                         | AEP     | 4 mai 1961        | 28 juillet 1961    | 18 mai 1969          |
| 6e  | Michel Gauvin                      | AEP     | 6 juin 1969       | 26 septembre 1969  | 20 septembre 1970    |
| 7e  | Paul André Beaulieu                | AEP     | 24 juillet 1970   | 29 septembre 1970  | 24 juillet 1972      |
| 8e  | Roger Duhamel                      | AEP     | 29 juin 1972      | 21 septembre 1972  | août 1977            |
| 9e  | Daniel Albert Bernard Molgat       | AEP     | 14 juillet 1977   | 7 octobre 1977     | 12 juillet 1980      |
| 10e | Lucien Lamoureux                   | AEP     | 25 septembre 1980 | -                  | -                    |
| 11e | Cyril Lloyd Francis                | AEP     | 24 octobre 1984   | 6 février 1985     | -                    |
| 12e | Geoffrey Franklin Bruce            | AEP     | 30 juillet 1987   | 10 novembre 1987   | -                    |
| 13e | A. Raynell Andreychuk              | AEP     | 7 février 1991    | 7 février 1991     | -                    |
| 14e | Patricia M. Marsden-Dole           | AEP     | 30 août 1994      | -                  | -                    |
| 15e | Robert Vanderloo                   | AEP     | 4 août 1998       | -                  | -                    |
| 16e | Patrick Parisot                    | AEP     | 31 juillet 2003   | 6 novembre 2003    | août 2007            |
| 17e | Anne-Marie Bourcier                | AEP     | 31 juillet 2007   | -                  | -                    |
| 18e | Heidi Kutz                         | AEP     | 19 juillet 2011   | 24 octobre 2011    | -                    |
| 19e | Jeffrey Marder                     | AEP     | 27 mai 2014       | 8 septembre 2014   | -                    |
| 20e | Elizabeth Rice Madan               | AEP     | 4 septembre 2018  | octobre 2018       | -                    |